# Протекторат Аден
Протекторат Аден (арап. محمية عدن) био је британски протекторат на југу Арапског полуострва који је трајао од краја 19. до средине 20. века. Заједно с Колонијом Аден, био је познат под именом Јужна Арабија те касније Јужни Јемен. Данас је територија бившег протектората део државе Јемен.

## Историја

### Почеци
Протекторат Аден је на самом старту настао из неслужбених договора између Британског царства и девет Јеменских племенских вођа из непосредног залеђа града и луке Аден.
- Султанат Лахиџ
- Шеикат Алави
- Емират Дала (Амири)
- Шеикат Акраби
- Султанат Доњи Авлаки
- Султанат Фадли
- Султанат Хаушаби
- Султанат Субеихи
- Султанат Доња Јафа

Британци су своје ширење на југу Јемена осмислили из стратешких разлога, да обезбеде пловни пут до своје крунске колоније Британске Индије. Аден је био важна станица на том путу из Црвеног мора до индијских лука. Од 1874. године, ове споразуме о заштити прешутно је прихватало већ добро пољуљано Османско царство, које је формално и надаље имало суверенитет над јеменским севером (а и на југу, али без икаквог права). Та политика звала се Политика девет племена или Политика девет кантона.

### Званични споразуми о заштити
Од званичног споразума о заштити склопљеног с хадрамским Султанатом Махра Кишн и Сокотра 1886. године, Британија је полако радила на формализовању својих споразума о заштити, укупно је закључила 30 споразума, од којих је задњи потписан 1954. године. Ови споразуми, заједно с бројним другим мањим споразумима, створили су Протекторат Аден, који се простирао од Адена до Хадрамаута на истоку (то је касније постао Јужни Јемен). У Протекторату није био Аден и његова непосредна околица, он је био и остао Колонија Аден, једини део Протектората над којим суверенитет нису имали арапски владари. Ови Споразуми о заштити имали су и клаузулу по којој арапски властодршци нису смели да склапају никакве сличне уговоре с неком трећом страном.
Од 1917, управа над Аденским протекторатом је била у надлежности британског министарства спољних послова, до тада је била један од ресора британске Владе Индије. Због ефикасније управе, протекторат је неслужбено подељен на Источни (седиште Мукала од 1937. до 1967) и Западни део (седиште Лахиџ од 1937-1967) у сваком од седишта био је британски управитељ задужен за свој део протектората.
Због сигурносних разлога Британци су 1928. године, основали Аденски штаб (Aden Command), који је био под командом Краљевске авијације. Касније су те снаге преименоване у Британске снаге из Адена (1936) које су звали и Британска војска Арапског полуострва, или Команда Средњег истока, Аден (Middle East Command, Aden).
Источни део Протектората Аден имао је површину од 230.000 км 2, а у његовом саставу биле су следеће државе (највећи део њих био је у долини Хадрамаут):
- Катирска Држава Сајун и Хадрамаут
- Султанат Махра
- Куваити Држава Хадрамаута
- Вахидски Султанат Балхаф
- Вахидски Вилајет Бир Али
- Вахидски Султанат Хабан

Западни део Протектората Аден имао је површину од 55.000 км², а у његовом саставу биле су следеће државе:
- Шеикат Алави
- Шеикат Акраби
- Султанат Авдали
- Емират Бејхан
- Шеикат Датина
- Емират Дала
- Султанат Фадли
- Султанат Хаушаби
- Султанат Лахиџ
- Султанат Доњи Авлаки
- Султанат Доња Јафа
- Шеикат Кутаиби унутар Емирата Дала
- Шеикат Шаиб
- Шеикат Горњи Авлаки
- Султанат Горњи Авлаки
- Пет шеиката Султаната Горња Јафа:
  - Буси
  - Дхуби
  - Хадрами
  - Муфлихи
  - Маусата
- Султанат Горња Јафа

Границе између вазалних султаната, шеиката и осталих егзотичних творевина, биле су провизорне и често су се мењале, чак се и њихов број често мењао током времена. Поједини султанати попут Султаната Махра нису имали готово никакву управу или нешто што би било налик државном апарату.

### Саветодавни Уговори
Од 1938. године, Велика Британија отпочела је с новом политиком. Почели су да нуде нове Уговоре о Саветовању, а први такав уговор склопљен је с султаном Куваитија, а током 1940-их и 1950-их, сличне уговоре склопили су с других дванаест султаната и шеиката. Такве уговоре имали су:
Источне државе Протектората:
- Катирска Држава Сајун и Хадрамаут
- Султанат Махра
- Куваити Држава Хадхрамаута
- Вахидски Султанат Балхаф

Западне државе Протектората
- Султанат Авдали
- Емират Бејхан
- Емират Дала
- Султанат Хаушаби
- Султанат Фадли
- Султанат Лахиџ
- Султанат Доњи Авлаки
- Султанат Доња Јафа
- Шеикат Горњи Авлаки

Ови споразуми су допуштали Британцима да слободно постављају своје људе (resident advisor) по марионетским државицама које су га потписале. Нна тај начин су они могли чвршће контролисати њихове унутрашње послове. Овај наизглед економичан и једноставан модел који је требало да осигура стабилност и мир владарима марионетских творевина, на крају је испао лош, јер је нарасла службена корупција и самовоља владара која је граничила с тиранијом. Због тог су избијале честе племенске побуне, на што би Британци одговарали авионским нападима и неселективном бруталном колективном кажњавању читавих насеља оних племена која су тврдоглаво устрајала у отпору против Британаца и њихових вазала. Након Другог светског рата порастао је и утицај тек рођеног арапског национализма који је захваљујући новој технологији, транзисторским радио апаратима доспео и до најзабаченијих делова Јемена.

### Изазови
Британску власт је први почео озбиљно угрожавати краљ Ахмед ибн Јаија из севернојеменског Мутавеклијског краљевства Јемен, који није признавао Британску власт по Јужној Арабији и желео створити Уједињени Јемен. Касних 1940-их и раних 1950-их, његове снаге су учествовале у низу сукоба на демаркационој територији, Љубичастој зони, која је основана 1914, а служила је као линија разграничења између британског Адена и османског Јемена.
Британски саветник за западни део Протектората Аден из 1950, Кенеди Треваскис, саставио је план који је предвиђао да се од протектората створе две федерације, на територијама где су и тако постојале две управне поделе. Циљ тог плана је био да се осујете покушаји дестабилизације са севера од стране краља Ахмеда ибн Јаије, који је на разне начине помагао анти-британске снаге по Јужном Јемену, тако да су учестале побуне 1950-их. Северни Јемен постао је још примамљивији становницима југа, кад је ушао у Уједињену Арапску Републику, федерацију Египта, Сирије и Северног Јемена иза које је стајао тада млад Гамал Абдел Насер, чија је појава у арапском свету будила велике наде у боље сутра.

### Федерација и крај протектората
Лука Аден је и надаље била од великог значаја за Велику Британију, иако се британско колонијално царство, распадало након 1945, овај пут је значење Адена порасло јер је он осигуравао сигуран доток блискоисточне нафте у Европу и Америку. Аден из тог времена био је значајно седиште британске војске на Блиском истоку.
Буђење арапског национализма и њихова жеља да се ослободе британске колонијалне присутности, натерало је Британце да од Протектората Аден направе Федерацију Арапских Емирата Југа и тако барем формално прикрију разлоге за незадовољство код поданика. То је формализовано 11. марта 1959, кад је шест султаната потписало споразум о оснивању Федерације Арапских Емирата Југа. У следеће три године, Федерацији се придружило још девет султаната, а 18. јануара 1963. и бивша Колонија Аден, тад је прозвана у Јужноарапску Федерацију. Међутим, источни султанати и шеикати нису се придружили Федерацији већ су основали Јужноарапски Протекторат и тиме је престао да постоји Протекторат Аден.

### Устанак у Адену и одлазак Британаца
Ширење социјалистичких идеја по арапском свету, звезда несврстаних Гамал Абдел Насер и совјетско присуство у блискоисточним сукобима потенцирало је вал оружаних побуна на југу Јемена. Тако да је 10. новембра 1963. у Федерацији проглашено ванредно стање.
Од 1963. почело је окрупњавање анти-колонијалних снага, које су се на крају окупиле у две ривалске организације Народни ослободилачки фронт (НЛФ), иза којег је стајао Египат и Фронт за ослобођење окупираног Јужног Јемена (ФЛОСИ). Те две герилске организације бориле су се против Британаца али и једна против друге.
Значајнији догађај из тог времена била је Битка за Кратер 1967. године. Ствар се погоршала кад је 20. јуна 1967. дошло до побуне и отказивања послушности у Војсци Федерације, која се проширила и на полицију. Ред су поновно уз велике напоре успоставиле јединице британске војске, али су учестали герилски напади особито они иза којих је стајао НЛФ ускоро присилили Британце да се крајем новембра 1967. коначно напусте Аден.